# リスのピーナッツ
『リスのピーナッツ』（原題：Working for Peanuts）は、ウォルト・ディズニー・プロダクション（現：ウォルト・ディズニー・アニメーション・スタジオ）が製作したアニメーション短編映画作品。1953年11月11日公開。ドナルドダック・シリーズの第110作である。
この作品で世界初の短編アニメーションで3Dで公開されたのである。
2006年にはデジタル3D用にリマスター化され、2007年にはウォルト・ディズニー・アニメーション・スタジオの映画「ルイスと未来泥棒」のディズニーデジタル3-D版の同時上映として再公開された。またドナルドダックの短編映画がスクリーンで上映されたのはアメリカで1990年再公開の「ドナルドのじゃじゃ馬ならし」以来17年ぶりのことである。

## あらすじ
冬に備えてドングリを集めていたチップとデールは、偶然ピーナッツを見つける。そのピーナッツは、動物園のゾウ、ドロレスに与える餌用であった。2匹はそれを集めようとするが、動物園の館長を務めるドナルドによって邪魔され、挙句にはピーナッツをマシンガンのように発射されたので、結局ピーナッツはひとつも取れなかった。そこで二匹は、体に白いペンキを塗って白リスに化けて、動物園で飼われることになった。そこで、ドロレスが二匹にプールを用意した。デールが飛び込もうとして、チップが止めるも時すでに遅く、下半身のペンキが落ちてしまった。バレそうになるが、デールがサスペンダーだと誤魔化した。作戦が成功してほっとする、チップとデール。しかし、デールのサスペンダーが本物になって、不思議がるチップだった。

## スタッフ
- 監督：ジャック・ハンナ
- 脚本：ニック・ジョージ、ロイ・ウィリアムズ
- 音楽：オリバー・ウォレス
- 原画：ビル・ジャスティス、ジョージ・クレイスル、ヴォルス・ジョーンズ
- 背景：
- 美術：エール・グレイシー
- 効果音：ダン・マクマニュス

## キャスト
| キャラクター   | 原語版                   | 旧吹き替え版 | 新吹き替え版 |
| -------------- | ------------------------ | ------------ | ------------ |
| ドナルドダック | クラレンス・ナッシュ     | 関時男       | 山寺宏一     |
| チップ         | ジェームズ・マクドナルド | 土井美加     | 滝沢ロコ     |
| デール         | デジー・フリン           | ?            | 稲葉実       |
| ナレーション   | -                        | 江原正士     | -            |

## 日本での公開

### 収録
- 『チップとデールの大冒険』（VHS、株式会社ポニー、旧吹き替え版）
- 『ゆかいな仲間たちチップとデール』（LD、1990年発売、新吹き替え版）
- 『夢と魔法の宝石箱 チップとデール』（VHS、ブエナ・ビスタ・ホーム・エンターテイメント、2000年・2001年発売、新吹き替え版）
- 『チップとデール 森は大さわぎ！』（DVD、ブエナ・ビスタ・ホームエンターテイメント、2005年発売、新吹き替え版）

### その他
この短編はディズニーブルーレイ3Dの宣伝用ブルーレイに入っており、家電量販店などで見ることができる。